# Gossypium barbadense
Gossypium barbadense L. è una pianta angiosperma appartenente alla famiglia delle Malvacee, nativa del Sud America.

## Usi
È una delle specie di Gossypium coltivate e commercializzate per la produzione di fibra tessile. È una pianta tropicale che necessita elevate umidità atmosferiche e elevata illuminazione per una buona crescita. Produce un cotone (dal ricoprimento dei semi) con fibre lunghe e setose conosciuto negli Stati Uniti col nome di American Pima o  Extra Long Staple (ELS) cotton.